# Soldati francesi del '59
Soldati francesi del '59 è una delle opere più famose del pittore italiano Giovanni Fattori.

I tratti caratteristici della grande pittura macchiaiola emergono in questa tavoletta, un olio di piccole dimensioni (solo 15,5x32 cm) oggi appartenente ad una collezione privata milanese.
Quest'opera rappresenta otto soldati ed un ufficiale in attesa, tutti accennati in modo sintetico. 

Infatti, dal punto di vista tecnico, l'autore rifiuta il tradizionale chiaroscuro preferendo di gran lunga l'accostamento di pure e semplici macchie di colore di tonalità diversa, riportando la tecnica tipica dei Macchiaioli.

## Tecnica dell'opera
Il dipinto è organizzato per fasce di colore sovrapposte e sviluppate in larghezza. La prima fascia è più larga, di tonalità ocra ed è costituita dal terreno; la seconda, di tonalità grigiastra, rappresenta un muro; la terza, sottilissima, di colore azzurro pallido, indica invece una striscia di cielo al di là del muro, contribuendo così al senso di profondità dell'intera scena.
I personaggi sono rappresentati sinteticamente, con veloci pennellate accostate di colori puri, ma decisamente più forti, per mettere in risalto le nove figure e distaccarle dallo sfondo in cui prevale una colorazione neutra.

## Genesi dell'opera
Scoppiata la seconda guerra d'indipendenza il 29 aprile 1859, con il passaggio del Ticino da parte dell'armata austriaca, nel maggio il corpo di spedizione di Napoleone III sbarcava a Livorno per dirigersi verso Firenze, dove dopo la fuga del Granduca Leopoldo II di Toscana si era stabilito un governo provvisorio sotto il controllo del Regno di Sardegna, con Bettino Ricasoli ministro degli interni. In Toscana i francesi rimangono fino al giugno 1860, ed è tra il 1859 e il 1860 che Giovanni Fattori si reca sui luoghi degli scontri con gli austriaci, per documentarsi su un grande quadro dedicato ai recenti, drammatici avvenimenti contemporanei. Uno dei provvedimenti del governo provvisorio è la censura di un concorso (poi noto come concorso Ricasoli) per la rappresentazione delle più importanti battaglie del Risorgimento: un tema ancora poco praticato dalla pittura di storia, solitamente volta a ricordare, anche se spesso con usanza vaga, storie e personaggi del passato.
La ricerca pittorica di Fattori, che pur non arruolandosi come volontario, come avevano fatto i colleghi artisti e amici, aderiva al clima patriottico che caratterizzava la Firenze di metà secolo, risultava invece perfettamente in linea con le norme del concorso: la pratica del disegno e della pittura dal vero, che Fattori condivide proprio a partire da questa data con i colleghi macchiaioli.
Ricorderà infatti l'artista, ormai anziano, in un passo dell'autobiografia del 1901: “ il '59 e il '66 mi entusiasmai per la redenzione d'Italia che suscitò in me i migliori sentimenti innamorandomi dei fatti d'arme. Studiai la vita militare e illustrai i principali fatti d'arme […]. I francesi passando per la Toscana mi dettero agio di studiarli minutamente da vicino" (Fattori 1908).
L'interesse per la rappresentazione di fatti avvertiti come cruciali sin dall'inizio per la storia della nazione e del popolo italiano; ed è da un punto di vista "popolare", vale a dire umanissimo ed essenziale, che Fattori imposterà i suoi dipinti storici, sottolineando scenari apparentemente secondari e marginali.